# 西萨基扬陨石坑
西萨基扬陨石坑（英語：Sisakyan）是位于月球背面北半部的一座大撞击坑，其名称取自前苏联亚美尼亚籍生物化学家诺赖尔·马尔季罗索维奇·西萨基扬（Norajr Martirosovich Sisakyan，1907年-1966年），1970年被国际天文学联合会批准接受。

## 描述

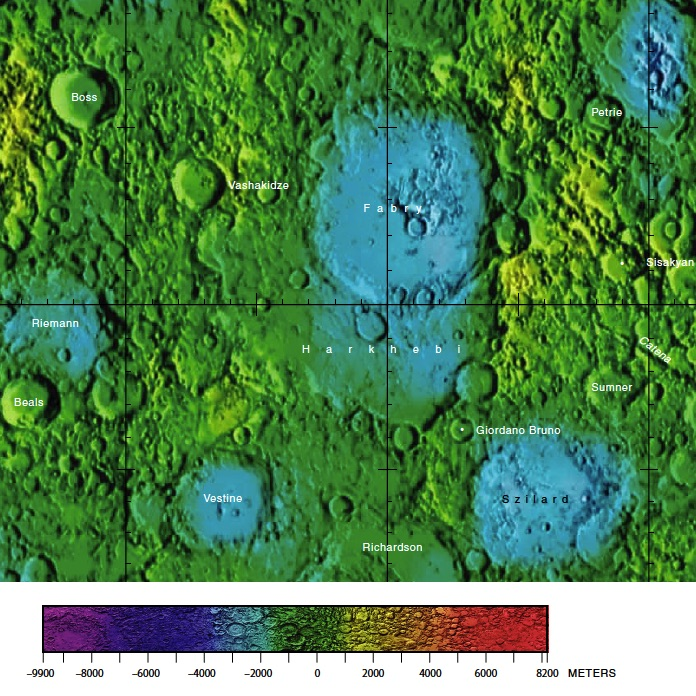
西萨基扬陨石坑的周边.月球背面区域详图。

该陨坑西侧和西北偏西分别毗邻巨大的哈尔赫比环形山和法布里环形山、北面靠近较小的皮特里陨石坑、拉叶陨石坑和布鲁诺陨石坑分别位于它的东北和西南、南面横亘了萨姆纳环形山，在西萨基扬陨石坑与萨姆纳环形山之间则延伸着修长、笔直的萨姆纳链坑。
该陨坑中心月面坐标为41°04′N 109°08′E / 41.07°N 109.13°E，直径35.60公里，深度约2.12公里。

西萨基扬陨石坑已被严重侵蚀，坑壁嶙峋不齐，沿西北、东北 和东南侧外壁覆盖了众多小撞击坑，陨坑残壁最大高出周边地形980米，内部容积约有913公里3。坑底直径不到陨坑的一半、表面崎岖不平，除分布有一些细小的陨坑外，没有其它醒目的地貌结构。

## 卫星陨石坑
按照惯例，最靠近西萨基扬陨石坑的卫星坑在月图上以字母标注在该坑中心点的旁边。

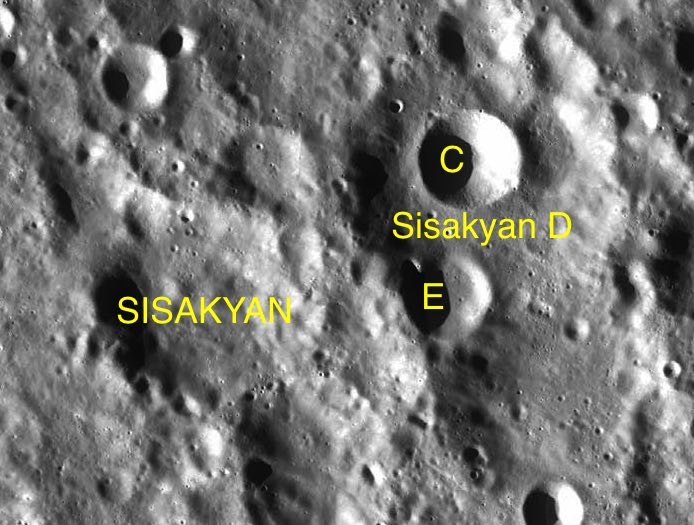
LAC-30 区域图

| 西萨基扬 | 纬度    | 经度     | 直径    |
| -------- | ------- | -------- | ------- |
| C        | 42.1° N | 110.9° E | 17 公里 |
| D        | 42.0° N | 111.0° E | 52 公里 |
| E        | 41.4° N | 110.7° E | 19 公里 |